# 対戦車隊
対戦車隊（たいせんしゃたい、英: Anti-Tank Unit）および対舟艇対戦車隊（たいしゅうていたいせんしゃたい、英: Anti-Groundship　Anti-Tank Unit）は、陸上自衛隊の方面隊および師団、旅団直轄の対機甲専門部隊であり、主に普通科職種の隊員で構成されている普通科（対戦車）部隊である。普通科連隊等に編成されている対戦車部隊については、普通科の項も参照。

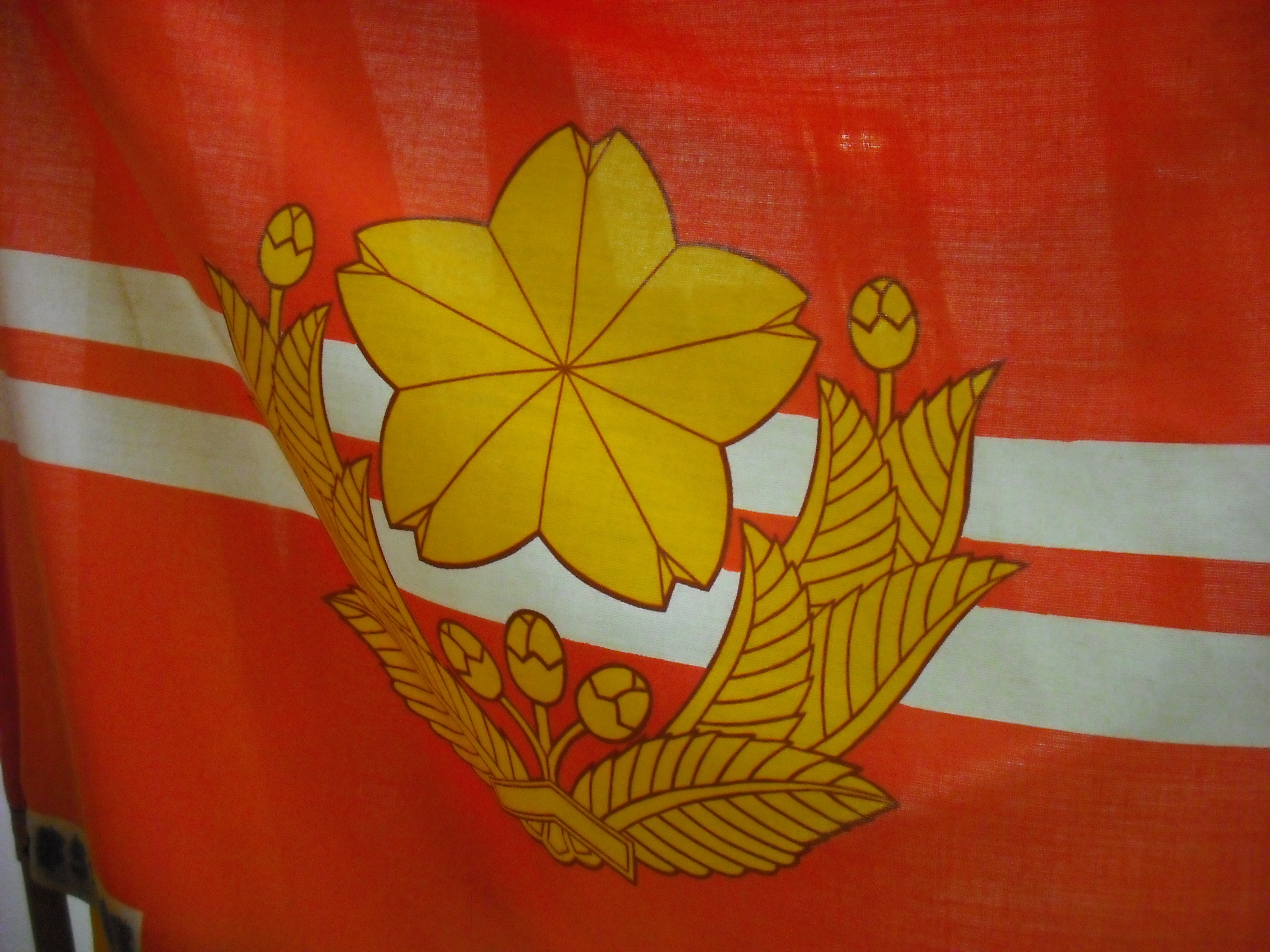
普通科大隊旗（廃止された第5対戦車隊の隊旗）対戦車隊は2佐が指揮官として指定されているので、隊旗は2本線の普通科部隊旗が授与される

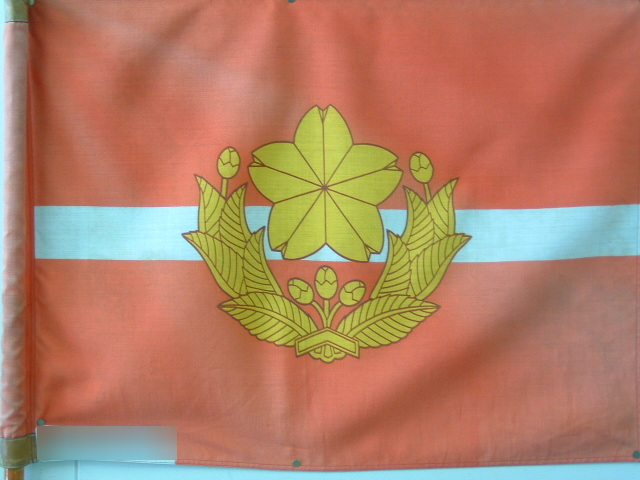
普通科中隊旗（甲）で第12対戦車中隊や第5対舟艇対戦車中隊は3佐が指揮官のため中隊旗（甲）が授与される

## 概要
対戦車隊は、対機甲火力をもって敵戦車、装甲車、舟艇などの撃破を行う部隊であり、定員は部隊の特性によるが基本的に隊・中隊編成問わず100名編成が基本である。隷下は3個射撃小隊を持ち、1個射撃小隊は4個射撃分隊を編成する。
隊編成を組む部隊は部隊本部機能として指揮官が2等陸佐、中隊編成は指揮官を3等陸佐として本部機能としてそれぞれ射撃小隊以外には班編制の支援部隊を編成する。
設立当初、75mm無反動砲や、106mm無反動砲（自走・ジープ搭載型）を装備していたが、対戦車誘導弾開発に伴い第2対戦車隊から随時64式MATを装備開始し、現在では全ての対戦車部隊で各種対戦車誘導弾を装備し運用している。
1991年（平成3年）以降に策定された中期防衛力整備計画以降は、96式多目的誘導弾システム（MPMS）を装備し対舟艇対戦車隊に改編された部隊を除いて、師団・旅団隷下の「対戦車隊」は廃止が進んだ。廃止した対戦車隊の人員装備を対戦車中隊として普通科連隊隷下に増強された師団が5つあるものの、2018年（平成30年）までには逐次廃止された。ただ、第12旅団では唯一、旅団への改編時に中隊編制に改編され存続したが、2023年（令和5年）3月15日の改編時に廃止となった。
対舟艇対戦車隊として存続する部隊は、方面隊の対舟艇・対戦車火力を担当する。第2師団では、師団の定員削減に伴う改編により前述の通り普通科連隊対戦車中隊を2008年（平成20年）に集約し第2対舟艇対戦車中隊として再編成した。第4対舟艇対戦車隊は西部方面対舟艇対戦車隊に、第11対戦車隊は北部方面対舟艇対戦車隊に改編し、方面隊単位での対舟艇・対機甲火力の骨幹を為している。どちらも方面直轄部隊であるが、北部方面対舟艇対戦車隊は主な火力支援先を第11旅団として事実上の隷属扱いとなっている他、西部方面対舟艇対戦車隊については、改編後も第4師団に隷属し、隷下の普通科部隊および西部方面普通科連隊の支援を任務としていたが、2015年（平成27年）3月に第8師団に隷属先が変更となった。
部隊承認装備である中距離多目的誘導弾（中多：ちゅうた）は87式対戦車誘導弾（中MAT：ちゅうまっと）の後継であるが、従来の79式対舟艇対戦車誘導弾（重MAT：じゅうまっと）以上の能力を持っており、普通科中隊では無く連隊レベルでの運用が適切である観点から連隊直轄部隊の装備として運用していく予定である。中期防衛力整備計画（2014）においては、2018年（平成30年）頃を目処として機動部隊に改編する部隊を中心に普通科中隊の対戦車小隊を廃止し、普通科連隊本部管理中隊に対舟艇対戦車小隊を編成、中多を運用する予定が組まれている。第1空挺団の普通科大隊や対馬、奄美、宮古の警備隊でも本部中隊に対戦車小隊を置いている。例外として、水陸機動団の水陸機動連隊は対戦車中隊を編成している。
対戦車隊の教育部隊は、MPMSが第1陸曹教育隊普通科教育中隊対戦車区隊にて初級陸曹ATM課程を担任する他、各陸曹教育隊でも中距離多目的誘導弾に関する初級陸曹特技課程の教育を担っている。
運用に関する研究は富士教導団本部付隊対戦車小隊がMPMS、普通科教導連隊本部管理中隊対戦車小隊が中距離多目的誘導弾や車両を活用した戦術の研究等を担っている。

## 編成

### 方面対舟艇対戦車隊の編成
- 方面対舟艇対戦車隊本部
  - 隊本部班（総務・人事）
  - 情報班（情報収集および処理・偵察）
  - 管理班（補給・給養・火器・車両等）
  - 通信班
  - 衛生班
  - 弾薬班
  - 前進観測班（FO）
- 第1対舟艇対戦車小隊
- 第2対舟艇対戦車小隊
- 第3対舟艇対戦車小隊

### 師団対舟艇対戦車中隊の編成
- 中隊本部
  - 中隊本部班（総務・人事）
  - 管理班（補給・給養・弾薬・火器・車両係等）
  - 通信班
  - 衛生班
  - 弾薬班
  - 前進観測班（FO）
- 第1対舟艇対戦車小隊
- 第2対舟艇対戦車小隊

### 旅団対戦車中隊の編成
- 中隊本部
  - 中隊本部班（総務・人事・補給・車両・火器・弾薬係等）
  - 通信班
  - 衛生班
  - 弾薬班
- 第1小隊
- 第2小隊
- 第3小隊

### 連隊等直轄対戦車小隊の編成
- 小隊本部
- 弾薬班
- 前進観測班（FO）
- 第1射撃分隊
- 第2射撃分隊
- 第3射撃分隊
- 第4射撃分隊

## 対戦車部隊の配置
現在陸上自衛隊に編成されている対戦車隊（方面・師団等直轄）は、以下の3個部隊となっている。
北部方面隊
- 北部方面隊直轄
  - 北部方面対舟艇対戦車隊（倶知安駐屯地）：2008年（平成20年）3月26日、第11対戦車隊および第28普通科連隊4普通科中隊の要員を統合し方面直轄部隊として編制。

- 第2師団
  - 第2対舟艇対戦車中隊（上富良野駐屯地）：2011年（平成23年）4月22日、第2師団隷下の3個普通科連隊の対戦車中隊を整理統合し同時期廃止の第5対舟艇対戦車中隊からの器材管理替えにより再編成。

西部方面隊
- 第8師団
  - 西部方面対舟艇対戦車隊（玖珠駐屯地）西部方面隊隷下・第8師団隷属[8]

その他の対戦車部隊
防衛大臣直轄部隊
- 富士教導団本部付隊
  - 対戦車小隊

陸上総隊
- 水陸機動団
  - 第1水陸機動連隊
    - 対戦車中隊

  - 第2水陸機動連隊
    - 対戦車中隊

  - 第3水陸機動連隊
    - 対戦車中隊

- 第1空挺団
  - 第1普通科大隊
    - 本部中隊
      - 対戦車小隊

  - 第2普通科大隊
    - 本部中隊
      - 対戦車小隊

  - 第3普通科大隊
    - 本部中隊
      - 対戦車小隊

師団（旅団）
- 即応機動連隊・普通科連隊（一部）

本部管理中隊に中距離多目的誘導弾を装備する対戦車小隊が編成される。
- 普通科連隊等

各普通科中隊に87式対戦車誘導弾発射機を装備する対戦車小隊が編成されている場合がある。

## 廃止された部隊
- 第1対戦車隊（板妻駐屯地）第1師団：2002年（平成14年）3月、第1師団の政経中枢師団移行に伴い廃止。
- 第2対戦車隊（上富良野駐屯地）第2師団：1995年（平成7年）3月、第2師団の改編（普通科連隊の甲編成化）に伴い廃止。2011年4月第２対舟艇対戦車中隊として再編[9]。
- 第3対戦車隊（大津駐屯地）第3師団：1994年（平成6年）3月廃止。
- 第4対戦車隊（玖珠駐屯地）第4師団：2002年（平成14年）3月26日廃止。
- 第4対舟艇対戦車隊（玖珠駐屯地）第4師団：2002年（平成14年）3月27日、第4対戦車隊を第4対舟艇対戦車隊に改組。2013年に西部方面対舟艇対戦車隊として発展解組[8]。
- 第5対戦車隊（鹿追駐屯地）第5師団：2004年（平成16年）3月、第5対舟艇対戦車中隊に改編のうえ帯広駐屯地に移駐。2011年4月、旅団改編[10]に伴う編成替えに伴い廃止。所属人員の一部と装備は再編成した第2対舟艇対戦車中隊に転用。

- 第6対戦車隊（大和駐屯地）第6師団：1999年（平成11年）3月28日廃止。
- 第8対戦車隊（北熊本駐屯地）第8師団：1996年（平成8年）3月28日廃止。[11]
- 第9対戦車隊（八戸駐屯地）第9師団：2010年（平成22年）3月25日廃止。
- 第10対戦車隊（春日井駐屯地）第10師団：2004年（平成16年）3月28日廃止。
- 第11対戦車隊 （倶知安駐屯地）第11師団：2008年（平成20年）3月25日廃止。倶知安駐屯地において北部方面対舟艇対戦車隊に改編。
- 第12対戦車隊（新町駐屯地）第12師団：2001年（平成13年）3月26日廃止。
- 第12対戦車中隊（新町駐屯地）第12旅団：2023年（令和5年）3月15日廃止。
- 第13対戦車隊（出雲駐屯地）第13師団：1999年（平成11年）3月28日廃止[12]。
- 第13対戦車中隊（出雲駐屯地）第13旅団：2008年（平成20年）3月26日廃止。
- 第7師団隷下普通科連隊本部管理中隊対戦車隊[13]：機甲師団への改編に伴い廃止、後身は第11普通科連隊（1中、3中、5中）の各分隊（89式装甲戦闘車装備中隊のみ）へ。
- 第2混成団本部中隊対戦車隊（善通寺駐屯地）：2006年（平成18年）3月26日廃止。
- 普通科教導連隊対戦車中隊（滝ヶ原駐屯地）富士教導団：2018年（平成30年）3月27日廃止。[14]
- 第7普通科連隊対戦車中隊（福知山駐屯地）第3師団：1994年（平成6年）3月28日新編。2006年（平成18年）3月26日廃止。第5普通科中隊に改編。
- 第36普通科連隊対戦車中隊（伊丹駐屯地）第3師団：1994年（平成6年）3月28日新編。2006年（平成18年）3月26日廃止。第5普通科中隊に改編。
- 第37普通科連隊対戦車中隊（信太山駐屯地）第3師団：1994年（平成6年）3月28日新編。2006年（平成18年）3月26日廃止。第5普通科中隊に改編。
- 第3普通科連隊対戦車中隊（名寄駐屯地）第2師団：1995年（平成7年）3月28日新編。2011年（平成23年）4月21日廃止。
- 第25普通科連隊対戦車中隊（遠軽駐屯地）第2師団：1995年（平成7年）3月28日新編。2011年（平成23年）4月21日廃止。
- 第26普通科連隊対戦車中隊（留萌駐屯地）第2師団：1995年（平成7年）3月28日新編。2011年（平成23年）4月21日廃止。
- 第12普通科連隊対戦車中隊（国分駐屯地）第8師団：1996年（平成8年）3月29日新編。2018年（平成30年）3月27日廃止。
- 第24普通科連隊対戦車中隊（えびの駐屯地）第8師団：1996年（平成8年）3月29日新編。2018年（平成30年）3月27日廃止。
- 第42普通科連隊対戦車中隊（北熊本駐屯地）第8師団：1996年（平成8年）3月29日新編。2018年（平成30年）3月27日廃止。
- 第43普通科連隊対戦車中隊（都城駐屯地）第8師団：1996年（平成8年）3月29日新編。2018年（平成30年）3月27日廃止。
- 第20普通科連隊対戦車中隊（神町駐屯地）第6師団：1999年（平成11年）3月29日新編。
- 第22普通科連隊対戦車中隊（多賀城駐屯地）第6師団：1999年（平成11年）3月29日新編。
- 第44普通科連隊対戦車中隊（福島駐屯地）第6師団：1999年（平成11年）3月29日新編。
- 第14普通科連隊対戦車中隊（金沢駐屯地）第10師団：2004年（平成16年）3月29日新編。2014年（平成26年）3月25日廃止。
- 第33普通科連隊対戦車中隊（久居駐屯地）第10師団：2004年（平成16年）3月29日新編。2014年（平成26年）3月25日廃止。
- 第35普通科連隊対戦車中隊（守山駐屯地）第10師団：2004年（平成16年）3月29日新編。2014年（平成26年）3月25日廃止。
- 第49普通科連隊対戦車中隊（豊川駐屯地）第10師団：2004年（平成16年）3月29日新編。2014年（平成26年）3月25日廃止。

## 対戦車隊等の沿革
- 1958年（昭和33年）6月25日：第1空挺団無反動砲隊が習志野駐屯地に新編。
- 1962年（昭和37年）
  - 1月18日：

  1. 第1対戦車隊を新編。
  2. 第2対戦車隊を上富良野駐屯地で新編。
  3. 第3対戦車隊を大津駐屯地で新編。
  4. 第5対戦車隊を鹿追駐屯地で新編。
  5. 第10対戦車隊を旧岐阜駐屯地で新編。
  6. 第11対戦車隊を真駒内駐屯地で新編。
  7. 第12対戦車隊を新町駐屯地で新編。
  8. 第13対戦車隊を出雲駐屯地で新編。

  - 8月15日：

  1. 第4対戦車隊（75ｍｍ無反動砲を装備[15]）を湯布院駐屯地で新編。
  2. 第6対戦車隊を大和駐屯地で新編。
  3. 第8対戦車隊を北熊本駐屯地で新編。
  4. 第9対戦車隊を岩手駐屯地で新編。
- 1966年（昭和41年）3月10日：第4対戦車隊が湯布院駐屯地から玖珠駐屯地に移駐。
- 1968年（昭和43年）8月1日：第1空挺団無反動砲隊を廃止・改編し、対戦車隊（64式対戦車誘導弾を装備）が習志野駐屯地に新編。
- 1975年（昭和50年）3月1日：第10対戦車隊が旧岐阜駐屯地から春日井駐屯地に移駐。
- 1981年（昭和56年）3月25日：第2混成団本部中隊対戦車小隊を善通寺駐屯地で新編。

- 1990年（平成02年）3月26日：

1. 第4対戦車隊に重MAT小隊を新編。
2. 第6対戦車隊に重MAT小隊を新編。
3. 第9対戦車隊に重MATを増強配備。

- 1992年（平成04年）3月27日：第2混成団本部中隊対戦車小隊の装備を一部重MATに換装。
- 1994年（平成06年）
  - 3月27日：第3対戦車隊（大津駐屯地）を廃止。
  - 3月28日：

  1. 第7普通科連隊対戦車中隊を福知山駐屯地で新編。
  2. 第36普通科連隊対戦車中隊を伊丹駐屯地で新編。
  3. 第37普通科連隊対戦車中隊を信太山駐屯地で新編。
  4. 普通科教導連隊対戦車中隊を滝ヶ原駐屯地で新編。
- 1995年（平成07年）
  - 3月27日：第2対戦車隊（上富良野駐屯地）を廃止。
  - 3月28日：

  1. 第3普通科連隊対戦車中隊を名寄駐屯地で新編。
  2. 第25普通科連隊対戦車中隊を遠軽駐屯地で新編。
  3. 第26普通科連隊対戦車中隊を留萌駐屯地で新編。
- 1996年（平成08年）
  - 3月28日：第8対戦車隊（北熊本駐屯地）を廃止。
  - 3月29日：

  1. 第12普通科連隊対戦車中隊を国分駐屯地で新編。
  2. 第24普通科連隊対戦車中隊をえびの駐屯地で新編。
  3. 第42普通科連隊対戦車中隊を北熊本駐屯地で新編。
  4. 第43普通科連隊対戦車中隊を都城駐屯地で新編。
  5. 第11対戦車隊が真駒内駐屯地から俱知安駐屯地に移駐。

- 1999年（平成11年）
  - 3月28日：

  1. 第6対戦車隊（大和駐屯地）を廃止。
  2. 第13対戦車隊（出雲駐屯地）を廃止。

  - 3月29日：

  1. 第20普通科連隊対戦車中隊（79式対舟艇対戦車誘導弾装備）を神町駐屯地で新編。
  2. 第22普通科連隊対戦車中隊（79式対舟艇対戦車誘導弾装備）を多賀城駐屯地で新編。
  3. 第44普通科連隊対戦車中隊（79式対舟艇対戦車誘導弾装備）を福島駐屯地で新編。
  4. 第13対戦車中隊を出雲駐屯地で新編。
  5. 第9対戦車隊が岩手駐屯地から八戸駐屯地に移駐。
- 2000年（平成12年）3月29日：富士教導団本部付隊隷下に対舟艇対戦車隊（96式多目的誘導弾システム装備）が新編。
- 2001年（平成13年）
  - 3月26日：第12対戦車隊（新町駐屯地）を廃止。
  - 3月27日：第12対戦車中隊を新町駐屯地で新編。
- 2002年（平成14年）
  - 3月26日：

  1. 第1対戦車隊（板妻駐屯地）を廃止。
  2. 第4対戦車隊（玖珠駐屯地）を廃止。

  - 3月27日：第4対舟艇対戦車隊（96式多目的誘導弾システム装備）を玖珠駐屯地で新編。
- 2004年（平成16年）
  - 3月28日：

  1. 第5対戦車隊（鹿追駐屯地）を廃止。
  2. 第10対戦車隊（春日井駐屯地）を廃止。
  3. 第1空挺団対戦車隊（習志野駐屯地）を廃止。

  - 3月29日：

  1. 第5対舟艇対戦車中隊（96式多目的誘導弾システム装備）を帯広駐屯地で新編。
  2. 第14普通科連隊対戦車中隊を金沢駐屯地で新編。
  3. 第33普通科連隊対戦車中隊を久居駐屯地で新編。
  4. 第35普通科連隊対戦車中隊を守山駐屯地で新編。
  5. 第49普通科連隊対戦車中隊を豊川駐屯地で新編。

- 2006年（平成18年）3月26日
  1. 第7普通科連隊対戦車中隊（福知山駐屯地）を廃止。第5普通科中隊に改編。
  2. 第36普通科連隊対戦車中隊（伊丹駐屯地）を廃止。第5普通科中隊に改編。
  3. 第37普通科連隊対戦車中隊（信太山駐屯地）を廃止。第5普通科中隊に改編。
  4. 第2混成団本部中隊対戦車小隊（善通寺駐屯地）を廃止。
- 2008年（平成20年）
  - 3月25日：

  1. 第11対戦車隊（俱知安駐屯地）を廃止。
  2. 第13対戦車中隊（出雲駐屯地）を廃止。

  - 3月26日：北部方面対舟艇対戦車隊（96式多目的誘導弾システム装備）を倶知安駐屯地で新編（第11対戦車隊を基幹に第28普通科連隊第4普通科中隊対戦車小隊の人員等で編成）。
- 2010年（平成22年）3月26日：第9対戦車隊（八戸駐屯地）を廃止。

- 2011年（平成23年）
  - 4月21日：

  1. 第2師団の改編に伴う改編
    1. 第3普通科連隊対戦車中隊（名寄駐屯地）を廃止。
    2. 第25普通科連隊対戦車中隊（遠軽駐屯地）を廃止。
    3. 第26普通科連隊対戦車中隊（留萌駐屯地）を廃止。

  2. 第5対舟艇対戦車中隊（帯広駐屯地）を廃止。

  - 4月22日：第2対舟艇対戦車中隊（96式多目的誘導弾システム装備）を上富良野駐屯地で新編。第2師団に隷属。
- 2013年（平成25年）
  - 3月25日：第4対舟艇対戦車隊（玖珠駐屯地）を廃止。
  - 3月26日：西部方面直轄部隊の西部方面対舟艇対戦車隊を玖珠駐屯地で新編。改編後も第4師団に隷属。

- 2014年（平成26年）3月26日：

1. 第14普通科連隊対戦車中隊（金沢駐屯地）を廃止。
2. 第33普通科連隊対戦車中隊（久居駐屯地）を廃止。
3. 第35普通科連隊対戦車中隊（守山駐屯地）を廃止。
4. 第49普通科連隊対戦車中隊（豊川駐屯地）を廃止。

- 2015年（平成27年）3月26日：西部方面対舟艇対戦車隊の平時隷属を第4師団から第8師団に隷属変更。
- 2018年（平成30年）
  - 3月25日：

  1. 第6師団の改編に伴う改編
    1. 第20普通科連隊対戦車中隊（神町駐屯地）を廃止。
    2. 第22普通科連隊対戦車中隊（多賀城駐屯地）を廃止。
    3. 第44普通科連隊対戦車中隊（福島駐屯地）を廃止。

  2. 第8師団の改編に伴う改編
    1. 第12普通科連隊対戦車中隊（国分駐屯地）を廃止。
    2. 第24普通科連隊対戦車中隊（えびの駐屯地）を廃止。
    3. 第42普通科連隊対戦車中隊（北熊本駐屯地）を廃止。
    4. 第43普通科連隊対戦車中隊（都城駐屯地）を廃止。

  3. 普通科教導連隊対戦車中隊（滝ケ原駐屯地）を廃止。79重MATおよびMPMSは全国に配置換え。

  - 3月26日：

  1. 第6師団の改編に伴う改編
    1. 第20普通科連隊（神町駐屯地）の本部管理中隊に対戦車小隊（中距離多目的誘導弾装備）を新編。
    2. 第22普通科連隊（多賀城駐屯地）の本部管理中隊に対戦車小隊（中距離多目的誘導弾装備）を新編[16]。
    3. 第44普通科連隊（福島駐屯地）の本部管理中隊に対戦車小隊（中距離多目的誘導弾装備）を新編。

  2. 第1水陸機動連隊対戦車中隊を相浦駐屯地で新編。
  3. 第2水陸機動連隊対戦車中隊を相浦駐屯地で新編。
- 2019年（平成31年）3月26日：第22普通科連隊を第22即応機動連隊に改編[17]。本部管理中隊に対戦車小隊（中距離多目的誘導弾装備）を新編。
- 2023年（令和05年）3月10日：第12対戦車中隊（新町駐屯地）を廃止。

- 2024年（令和06年）3月21日：第3水陸機動連隊対戦車中隊が竹松駐屯地で新編[18][19]。

## 部隊の概要

### 師団対戦車隊等

#### 第1対戦車隊（廃止）
第1対戦車隊（だいいちたいせんしゃたい）は、陸上自衛隊板妻駐屯地に駐屯していた第1師団隷下の普通科（対戦車）部隊で2002年（平成14年）3月26日に廃止された。
- 創設　　：1962年（昭和37年）1月18日
- 編成地　：板妻駐屯地

- 部隊長　：2等陸佐
- 隊旗　　：赤の大隊旗
- 部隊表示：1対戦
- 編成　　：
- 主要装備：79式対舟艇対戦車誘導弾
- 上級部隊：第1師団
- 廃止　　：2002年（平成14年）3月26日
- 廃止地　：板妻駐屯地
- 後継部隊：なし
- 備考　　：第1師団の政経中枢師団移行に伴い廃止。

#### 第2対戦車隊（廃止）
第2対戦車隊（だいにたいせんしゃたい）は、陸上自衛隊上富良野駐屯地に駐屯していた第2師団直轄の普通科（対戦車）部隊で995年（平成7年）3月27日に廃止された。
- 創設　　：1962年（昭和37年）1月18日
- 編成地　：上富良野駐屯地

- 部隊長　：2等陸佐
- 隊旗　　：赤の大隊旗
- 部隊表示：2対戦
- 編成　　：
- 主要装備：79式対舟艇対戦車誘導弾
- 上級部隊：第2師団
- 廃止　　：1995年（平成7年）3月27日
- 廃止地　：上富良野駐屯地
- 後継部隊：一部を、第2師団隷下の各普通科隷下の対戦車中隊
- 備考　　：

#### 第2対舟艇対戦車中隊
第2対舟艇対戦車中隊（だいにたいしゅうていたいせんしゃちゅうたい）は、陸上自衛隊上富良野駐屯地に駐屯する第2師団直轄の普通科（対戦車）部隊である。
- 創設　　：2011年（平成23年）4月22日
- 編成地　：上富良野駐屯地

- 部隊長　：2等陸佐
- 隊旗　　：赤の大隊旗
- 部隊表示：2対舟対戦
- 編成　　：
- 主要装備：96式多目的誘導弾システム
- 上級部隊：第2師団
- 備考　　：
- 外部リンク：第2対舟艇対戦車中隊

#### 第3対戦車隊（廃止）
第3対戦車隊（だいさんたいせんしゃたい）は、陸上自衛隊大津駐屯地に駐屯していた第3師団隷下の普通科（対戦車）部隊で1994年（平成6年）3月27日に廃止された。
- 創設　　：1962年（昭和37年）1月18日
- 編成地　：大津駐屯地
- 部隊長　：2等陸佐
- 隊旗　　：赤の大隊旗
- 部隊表示：3対戦
- 編成　　：
- 主要装備：79式対舟艇対戦車誘導弾
- 上級部隊：第3師団
- 廃止　　：1994年（平成6年）3月27日
- 廃止地　：大津駐屯地
- 後継部隊：一部を、第3師団隷下の各普通科隷下の対戦車中隊
- 備考　　：第3師団の乙師団への改編に伴い廃止。師団対戦車隊で一番最初に廃止された。

#### 第4対戦車隊（廃止）
第4対戦車隊（だいよんたいせんしゃたい）は、陸上自衛隊玖珠駐屯地に駐屯していた第4師団隷下の普通科（対戦車）部隊で2002年（平成14年）3月26日に廃止された。
- 創設　　：1962年（昭和37年）8月15日
- 編成地　：湯布院駐屯地

- 部隊長　：2等陸佐
- 隊旗　　：赤の大隊旗
- 部隊表示：4対戦
- 駐屯地　：

1. 湯布院駐屯地：1962年（昭和37年）8月15日から
2. 玖珠駐屯地：1966年（昭和41年）3月10日

- 編成　　：
- 主要装備：79式対舟艇対戦車誘導弾
- 上級部隊：第4師団
- 廃止　　：2002年（平成14年）3月26日
- 廃止地　：玖珠駐屯地
- 後継部隊：第4対舟艇対戦車隊
- 備考　　：

#### 第4対舟艇対戦車隊（廃止）
第4対舟艇対戦車隊（だいよんたいしゅうていたいせんしゃたい）は、陸上自衛隊玖珠駐屯地に駐屯していた第4師団隷下の普通科（対戦車）部隊で2013年（平成25年）3月25日に廃止された。
- 改編部隊：第4対戦車隊
- 創設　　：2002年（平成14年）3月27日
- 編成地　：玖珠駐屯地
- 部隊長　：2等陸佐
- 隊旗　　：赤の大隊旗
- 部隊表示：4対舟対戦
- 編成　　：
- 主要装備：96式多目的誘導弾システム
- 上級部隊：第4師団
- 廃止　　：2013年（平成25年）3月25日
- 廃止地　：玖珠駐屯地
- 後継部隊：西部方面対舟艇対戦車隊
- 備考　　：

#### 第5対戦車隊（廃止）
第5対戦車隊（だいごたいせんしゃたい）は、陸上自衛隊鹿追駐屯地に駐屯していた第5師団隷下の普通科（対戦車）部隊で2004年（平成16年）3月28日に廃止された。
- 創設　　：1962年（昭和37年）1月18日
- 編成地　：鹿追駐屯地
- 部隊長　：2等陸佐
- 隊旗　　：赤の大隊旗
- 部隊表示：5対戦
- 編成　　：
- 主要装備：79式対舟艇対戦車誘導弾
- 上級部隊：第5師団
- 廃止　　：2004年（平成16年）3月28日
- 廃止地　：鹿追駐屯地
- 後継部隊：第5対舟艇対戦車中隊
- 備考　　：

#### 第6対戦車隊（廃止）
第6対戦車隊（だいろくたいせんしゃたい）は、陸上自衛隊大和駐屯地に駐屯していた第6師団隷下の普通科（対戦車）部隊で1999年（平成11年）3月28日に廃止された。
- 創設　　：1962年（昭和37年）8月15日
- 編成地　：大和駐屯地
- 部隊長　：2等陸佐
- 隊旗　　：赤の大隊旗
- 部隊表示：6対戦
- 編成　　：
- 主要装備：79式対舟艇対戦車誘導弾
- 上級部隊：第6師団
- 廃止　　：1999年（平成11年）3月28日
- 廃止地　：大和駐屯地
- 後継部隊：一部を、第6師団隷下の各普通科隷下の対戦車中隊
- 備考　　：

#### 第8対戦車隊（廃止）
第8対戦車隊（だいはちたいせんしゃたい）は、陸上自衛隊北熊本駐屯地に駐屯していた第8師団隷下の普通科（対戦車）部隊で1996年（平成8年）3月28日に廃止された。
- 創設　　：1962年（昭和37年）8月15日
- 編成地　：北熊本駐屯地
- 部隊長　：2等陸佐
- 隊旗　　：赤の大隊旗
- 部隊表示：8対戦
- 編成　　：
- 主要装備：79式対舟艇対戦車誘導弾
- 上級部隊：第6師団
- 廃止　　：1996年（平成8年）3月28日
- 廃止地　：北熊本駐屯地
- 後継部隊：一部を、第8師団隷下の各普通科隷下の対戦車中隊
- 備考　　：

#### 第9対戦車隊（廃止）
第9対戦車隊（だいきゅうたいせんしゃたい）は、陸上自衛隊八戸駐屯地に駐屯していた第9師団隷下の普通科（対戦車）部隊で1996年（平成8年）3月28日に廃止された。
- 創設　　：1962年（昭和37年）8月15日
- 編成地　：岩手駐屯地

- 部隊長　：2等陸佐
- 隊旗　　：赤の大隊旗
- 部隊表示：９対戦
- 駐屯地　：

1. 岩手駐屯地：1962年（昭和37年）8月15日から
2. 八戸駐屯地：1999年（平成11年）3月29日から

- 編成　　：
- 主要装備：79式対舟艇対戦車誘導弾
- 上級部隊：第9師団
- 廃止　　：1996年（平成8年）3月28日
- 廃止地　：八戸駐屯地
- 後継部隊：無
- 備考　　：

#### 第10対戦車隊（廃止）
第10対戦車隊（だいじゅうたいせんしゃたい）は、陸上自衛隊春日井駐屯地に駐屯していた第10師団隷下の普通科（対戦車）部隊で2004年（平成16年）3月28日に廃止された。
- 創設　　：1962年（昭和37年）1月18日
- 編成地　：旧岐阜駐屯地

- 部隊長　：2等陸佐
- 隊旗　　：赤の大隊旗
- 部隊表示：10対戦
- 駐屯地　：

1. 旧岐阜駐屯地：1962年（昭和37年）1月18日から
2. 春日井駐屯地：1975年（昭和50年）3月1日

- 編成　　：
- 主要装備：79式対舟艇対戦車誘導弾
- 上級部隊：第10師団
- 廃止　　：2004年（平成16年）3月28日
- 廃止地　：
- 後継部隊：一部を、第10師団隷下の各普通科隷下の対戦車中隊
- 備考　　：

#### 第11対戦車隊（廃止）
第11対戦車隊（だいじゅういちたいせんしゃたい）は、陸上自衛隊俱知安駐屯地に駐屯していた第11師団隷下の普通科（対戦車）部隊で2008年（平成20年）3月25日に廃止された。
- 創設　　：1962年（昭和37年）1月18日
- 編成地　：真駒内駐屯地

- 部隊長　：2等陸佐
- 隊旗　　：赤の大隊旗
- 部隊表示：11対戦
- 駐屯地　：

1. 真駒内駐屯地：1962年（昭和37年）1月18日から
2. 俱知安駐屯地：1996年（平成8年）3月29日から

- 編成　　：
- 主要装備：79式対舟艇対戦車誘導弾
- 上級部隊：第11師団
- 廃止　　：2008年（平成20年）3月25日
- 廃止地　：俱知安駐屯地
- 後継部隊：北部方面対舟艇対戦車隊
- 備考　　：

#### 第12対戦車隊（廃止）
第12対戦車隊（だいじゅうにたいせんしゃたい）は、陸上自衛隊新町駐屯地に駐屯していた第12師団隷下の普通科（対戦車）部隊で2001年（平成13年）3月26日に廃止された。
- 創設　　：1962年（昭和37年）1月18日
- 編成地　：新町駐屯地
- 部隊長　：2等陸佐
- 隊旗　　：赤の大隊旗
- 部隊表示：12対戦
- 編成　　：
- 主要装備：79式対舟艇対戦車誘導弾
- 上級部隊：第12師団
- 廃止　　：2001年（平成13年）3月26日
- 廃止地　：新町駐屯地
- 後継部隊：第12対戦車中隊
- 備考　　：

#### 第13対戦車隊（廃止）
第13対戦車隊（だいじゅうさんたいせんしゃたい）は、陸上自衛隊出雲駐屯地に駐屯していた第13師団隷下の普通科（対戦車）部隊で1999年（平成11年）3月28日に廃止された。
- 創設　　：1962年（昭和37年）1月18日
- 編成地　：出雲駐屯地
- 部隊長　：2等陸佐
- 隊旗　　：赤の大隊旗
- 部隊表示：13対戦
- 編成　　：
- 主要装備：79式対舟艇対戦車誘導弾
- 上級部隊：第13師団
- 廃止　　：1999年（平成11年）3月28日
- 廃止地　：出雲駐屯地
- 後継部隊：第13対戦車中隊
- 備考　　：

### 旅団対戦車中隊等

#### 第5対舟艇対戦車中隊（廃止）
第5対舟艇対戦車中隊（だいごたいしゅうていたいせんしゃちゅうたい）は、陸上自衛隊帯広駐屯地に駐屯していた第5旅団隷下の普通科（対戦車）部隊で2011年（平成23年）4月21日に廃止された。
- 改編部隊：第5対戦車隊
- 創設　　：2004年（平成16年）3月29日
- 編成地　：帯広駐屯地
- 部隊長　：3等陸佐
- 隊旗　　：赤の中隊旗（甲）
- 部隊表示：5対舟対戦
- 編成　　：
- 主要装備：96式多目的誘導弾システム
- 支援部隊：第5後方支援隊第2整備中隊対戦車直接支援班（帯広駐屯地）
- 上級部隊：第5旅団
- 廃止　　：2011年（平成23年）4月21日
- 廃止地　：帯広駐屯地
- 後継部隊：第2対舟艇対戦車中隊
- 備考　　：装備と人員の一部を第2対舟艇対戦車中隊へ移管。

#### 第12対戦車中隊（廃止）
第12対戦車中隊（だいじゅうにたいせんしゃちゅうたい）は、陸上自衛隊新町駐屯地に駐屯していた第12旅団隷下の普通科（対戦車）部隊で2023年（令和5年）3月10日に廃止された。
- 創設　　：2001年（平成13年）3月27日
- 編成地　：新町駐屯地
- 部隊長　：3等陸佐
- 隊旗　　：赤の中隊旗（甲）
- 部隊表示：12対戦
- 編成　　：
- 主要装備：79式対舟艇対戦車誘導弾
- 支援部隊：第12後方支援隊第2整備中隊対戦車直接支援班（新町駐屯地）
- 上級部隊：第12旅団
- 廃止　　：2023年（令和5年）3月10日
- 廃止地　：新町駐屯地
- 後継部隊：無

- 備考　　：

1. 陸上自衛隊最後の師団・旅団直轄の対戦車部隊。
2. 79式対舟艇対戦車誘導弾の地上発射型を装備を装備した最後の部隊。

#### 第13対戦車中隊（廃止）
第13対戦車中隊（だいじゅうさんたいせんしゃちゅうたい）は、陸上自衛隊出雲駐屯地に駐屯していた第13旅団隷下の普通科（対戦車）部隊で2008年（平成20年）3月25日に廃止された。
- 改編部隊：第13対戦車隊
- 創設　　：1999年（平成11年）3月29日
- 編成地　：出雲駐屯地
- 部隊長　：3等陸佐
- 隊旗　　：赤の中隊旗（甲）
- 部隊表示：13対戦
- 編成　　：
- 主要装備：79式対舟艇対戦車誘導弾
- 支援部隊：第13後方支援隊第2整備中隊対戦車直接支援班（出雲駐屯地）
- 上級部隊：第13旅団
- 廃止　　：2008年（平成20年）3月25日
- 廃止地　：出雲駐屯地
- 後継部隊：なし
- 備考　　：1番目の旅団直轄の対戦車中隊。

### 普通科連隊隷下の対戦車中隊（廃止）

#### 第2師団
第3普通科連隊対戦車中隊（だいさんふつうかれんたいたいせんしゃちゅうたい）は、陸上自衛隊名寄駐屯地に駐屯していた第3普通科連隊隷下の普通科（対戦車）部隊で2011年（平成23年）4月21日に廃止された。
- 改編部隊：第2対戦車隊の一部等
- 創設　　：1995年（平成7年）3月28日
- 編成地　：名寄駐屯地
- 部隊長　：3等陸佐
- 隊旗　　：赤の中隊旗（甲）
- 部隊表示：3普-対戦
- 編成　　：
- 主要装備：79式対舟艇対戦車誘導弾
- 上級部隊：第3普通科連隊
- 廃止　　：2011年（平成23年）4月21日
- 廃止地　：名寄駐屯地
- 後継部隊：なし
- 備考　　：

第25普通科連隊対戦車中隊（だいにじゅうごふつうかれんたいたいせんしゃちゅうたい）は、陸上自衛隊遠軽駐屯地に駐屯していた第25普通科連隊隷下の普通科（対戦車）部隊で2011年（平成23年）4月21日に廃止された。
- 改編部隊：第2対戦車隊の一部等
- 創設　　：1995年（平成7年）3月28日
- 編成地　：遠軽駐屯地
- 部隊長　：3等陸佐
- 隊旗　　：赤の中隊旗（甲）
- 部隊表示：25普-対戦
- 編成　　：
- 主要装備：79式対舟艇対戦車誘導弾
- 上級部隊：第25普通科連隊
- 廃止　　：2011年（平成23年）4月21日
- 廃止地　：遠軽駐屯地
- 後継部隊：なし
- 備考　　：

第26普通科連隊対戦車中隊（だいにじゅうろくふつうかれんたいたいせんしゃちゅうたい）は、陸上自衛隊留萌駐屯地に駐屯していた第26普通科連隊隷下の普通科（対戦車）部隊で2011年（平成23年）4月21日に廃止された。
- 改編部隊：第2対戦車隊の一部等
- 創設　　：1995年（平成7年）3月28日
- 編成地　：留萌駐屯地
- 部隊長　：3等陸佐
- 隊旗　　：赤の中隊旗（甲）
- 部隊表示：26普-対戦
- 編成　　：
- 主要装備：79式対舟艇対戦車誘導弾
- 上級部隊：第26普通科連隊
- 廃止　　：2011年（平成23年）4月21日
- 廃止地　：留萌駐屯地
- 後継部隊：なし
- 備考　　：

#### 第3師団
第7普通科連隊対戦車中隊（だいななふつうかれんたいたいせんしゃちゅうたい）は、陸上自衛隊福知山駐屯地に駐屯していた第7普通科連隊隷下の普通科（対戦車）部隊で2006年（平成18年）3月26日に廃止された。
- 改編部隊：第3対戦車隊の一部等
- 創設　　：1994年（平成6年）3月28日
- 編成地　：福知山駐屯地

- 部隊長　：3等陸佐
- 隊旗　　：赤の中隊旗（甲）
- 部隊表示：7普-対戦
- 編成　　：
- 主要装備：79式対舟艇対戦車誘導弾
- 上級部隊：第7普通科連隊
- 廃止　　：2006年（平成18年）3月26日
- 廃止地　：福知山駐屯地
- 後継部隊：なし
- 備考　　：

第36普通科連隊対戦車中隊（だいさんじゅうろくふつうかれんたいたいせんしゃちゅうたい）は、陸上自衛隊伊丹駐屯地に駐屯していた第36普通科連隊隷下の普通科（対戦車）部隊で2006年（平成18年）3月26日に廃止された。
- 改編部隊：第3対戦車隊の一部等
- 創設　　：1994年（平成6年）3月28日
- 編成地　：伊丹駐屯地
- 部隊長　：3等陸佐
- 隊旗　　：赤の中隊旗（甲）
- 部隊表示：36普-対戦
- 編成　　：
- 主要装備：79式対舟艇対戦車誘導弾
- 上級部隊：第36普通科連隊
- 廃止　　：2006年（平成18年）3月26日
- 廃止地　：伊丹駐屯地
- 後継部隊：なし
- 備考　　：

第37普通科連隊対戦車中隊（だいさんじゅうななふつうかれんたいたいせんしゃちゅうたい）は、陸上自衛隊信太山駐屯地に駐屯していた第37普通科連隊隷下の普通科（対戦車）部隊で2006年（平成18年）3月26日に廃止された。
- 改編部隊：第3対戦車隊の一部等
- 創設　　：1994年（平成6年）3月28日
- 編成地　：信太山駐屯地

- 部隊長　：3等陸佐
- 隊旗　　：赤の中隊旗（甲）
- 部隊表示：37普-対戦
- 編成　　：
- 主要装備：79式対舟艇対戦車誘導弾
- 上級部隊：第36普通科連隊
- 廃止　　：2006年（平成18年）3月26日
- 廃止地　：信太山駐屯地
- 後継部隊：なし
- 備考　　：

#### 第6師団
第20普通科連隊対戦車中隊（だいにじゅうふつうかれんたいたいせんしゃちゅうたい）は、陸上自衛隊神町駐屯地に駐屯していた第20普通科連隊隷下の普通科（対戦車）部隊で2018年（平成30年）3月25日に廃止された。
- 改編部隊：第6対戦車隊の一部等
- 創設　　：1999年（平成11年）3月26日
- 編成地　：神町駐屯地

- 部隊長　：3等陸佐
- 隊旗　　：赤の中隊旗（甲）
- 部隊表示：20普-対戦
- 編成　　：
- 主要装備：79式対舟艇対戦車誘導弾
- 上級部隊：第20普通科連隊
- 廃止　　：2018年（平成30年）3月25日
- 廃止地　：神町駐屯地
- 後継部隊：第20普通科連隊本部管理中隊対戦車小隊
- 備考　　：

第22普通科連隊対戦車中隊（だいにじゅうにふつうかれんたいたいせんしゃちゅうたい）は、陸上自衛隊多賀城駐屯地に駐屯していた第22普通科連隊隷下の普通科（対戦車）部隊で2018年（平成30年）3月25日に廃止された。
- 改編部隊：第6対戦車隊の一部等
- 創設　　：1999年（平成11年）3月26日
- 編成地　：多賀城駐屯地
- 部隊長　：3等陸佐
- 隊旗　　：赤の中隊旗（甲）

- 部隊表示：22普-対戦
- 編成　　：
- 主要装備：79式対舟艇対戦車誘導弾
- 上級部隊：第22普通科連隊
- 廃止　　：2018年（平成30年）3月25日
- 廃止地　：多賀城駐屯地
- 後継部隊：第22普通科連隊本部管理中隊対戦車小隊
- 備考　　：

第44普通科連隊対戦車中隊（だいよんじゅうよんふつうかれんたいたいせんしゃちゅうたい）は、陸上自衛隊福島駐屯地に駐屯していた第44普通科連隊隷下の普通科（対戦車）部隊で2018年（平成30年）3月25日に廃止された。
- 改編部隊：第6対戦車隊の一部等
- 創設　　：1999年（平成11年）3月26日
- 編成地　：福島駐屯地

- 部隊長　：3等陸佐
- 隊旗　　：赤の中隊旗（甲）
- 部隊表示：44普-対戦
- 編成　　：
- 主要装備：79式対舟艇対戦車誘導弾
- 上級部隊：第44普通科連隊
- 廃止　　：2018年（平成30年）3月25日
- 廃止地　：福島駐屯地
- 後継部隊：第44普通科連隊本部管理中隊対戦車小隊
- 備考　　：

#### 第8師団
第12普通科連隊対戦車中隊（だいじゅうにふつうかれんたいたいせんしゃちゅうたい）は、陸上自衛隊国分駐屯地に駐屯していた第12普通科連隊隷下の普通科（対戦車）部隊で2018年（平成30年）3月26日に廃止された。
- 改編部隊：第8対戦車隊の一部等
- 創設　　：1996年（平成8年）3月29日
- 編成地　：国分駐屯地
- 部隊長　：3等陸佐
- 隊旗　　：赤の中隊旗（甲）
- 部隊表示：12普-対戦
- 編成　　：
- 主要装備：79式対舟艇対戦車誘導弾
- 上級部隊：第12普通科連隊
- 廃止　　：2018年（平成30年）3月26日
- 廃止地　：国分駐屯地
- 後継部隊：なし
- 備考　　：

第24普通科連隊対戦車中隊（だいにじゅうよんふつうかれんたいたいせんしゃちゅうたい）は、陸上自衛隊えびの駐屯地に駐屯していた第24普通科連隊隷下の普通科（対戦車）部隊で2018年（平成30年）3月26日に廃止された。
- 改編部隊：第8対戦車隊の一部等
- 創設　　：1996年（平成8年）3月29日
- 編成地　：えびの駐屯地

- 部隊長　：3等陸佐
- 隊旗　　：赤の中隊旗（甲）
- 部隊表示：24普-対戦
- 編成　　：
- 主要装備：79式対舟艇対戦車誘導弾
- 上級部隊：第24普通科連隊
- 廃止　　：2018年（平成30年）3月26日
- 廃止地　：えびの駐屯地
- 後継部隊：なし
- 備考　　：

第42普通科連隊対戦車中隊（だいよんじゅうにふつうかれんたいたいせんしゃちゅうたい）は、陸上自衛隊北熊本駐屯地に駐屯していた第42普通科連隊隷下の普通科（対戦車）部隊で2018年（平成30年）3月26日に廃止された。
- 改編部隊：第8対戦車隊の一部等
- 創設　　：1996年（平成8年）3月29日
- 編成地　：北熊本駐屯地

- 部隊長　：3等陸佐
- 隊旗　　：赤の中隊旗（甲）
- 部隊表示：42普-対戦
- 編成　　：
- 主要装備：79式対舟艇対戦車誘導弾
- 上級部隊：第42普通科連隊
- 廃止　　：2018年（平成30年）3月26日
- 廃止地　：北熊本駐屯地
- 後継部隊：なし
- 備考　　：

第43普通科連隊対戦車中隊（だいよんじゅうさんふつうかれんたいたいせんしゃちゅうたい）は、陸上自衛隊都城駐屯地に駐屯していた第43普通科連隊隷下の普通科（対戦車）部隊で2018年（平成30年）3月26日に廃止された。
- 改編部隊：第8対戦車隊の一部等
- 創設　　：1996年（平成8年）3月29日
- 編成地　：都城駐屯地
- 部隊長　：3等陸佐
- 隊旗　　：赤の中隊旗（甲）

- 部隊表示：43普-対戦
- 編成　　：
- 主要装備：79式対舟艇対戦車誘導弾
- 上級部隊：第43普通科連隊
- 廃止　　：2018年（平成30年）3月26日
- 廃止地　：都城駐屯地
- 後継部隊：なし
- 備考　　：

#### 第10師団
第14普通科連隊対戦車中隊（だいじゅうよんふつうかれんたいたいせんしゃちゅうたい）は、陸上自衛隊金沢駐屯地に駐屯していた第14普通科連隊隷下の普通科（対戦車）部隊で。2014年（平成26年）3月26日に廃止された。
- 改編部隊：第10対戦車隊の一部等
- 創設　　：2004年（平成16年）3月29日
- 編成地　：金沢駐屯地

- 部隊長　：3等陸佐
- 隊旗　　：赤の中隊旗（甲）
- 部隊表示：14普-対戦
- 編成　　：
- 主要装備：79式対舟艇対戦車誘導弾
- 上級部隊：第14普通科連隊
- 廃止　　：2014年（平成26年）3月26日
- 廃止地　：金沢駐屯地
- 後継部隊：なし
- 備考　　：

第33普通科連隊対戦車中隊（だいさんじゅうさんふつうかれんたいたいせんしゃちゅうたい）は、陸上自衛隊久居駐屯地に駐屯していた第33普通科連隊隷下の普通科（対戦車）部隊で2014年（平成26年）3月26日に廃止された。
- 改編部隊：第10対戦車隊の一部等
- 創設　　：2004年（平成16年）3月29日
- 編成地　：久居駐屯地

- 部隊長　：3等陸佐
- 隊旗　　：赤の中隊旗（甲）
- 部隊表示：33普-対戦
- 編成　　：
- 主要装備：79式対舟艇対戦車誘導弾
- 上級部隊：第33普通科連隊
- 廃止　　：2014年（平成26年）3月26日
- 廃止地　：久居駐屯地
- 後継部隊：なし
- 備考　　：

第35普通科連隊対戦車中隊（だいさんじゅうごふつうかれんたいたいせんしゃちゅうたい）は、陸上自衛隊守山駐屯地に駐屯していた第35普通科連隊隷下の普通科（対戦車）部隊で2014年（平成26年）3月26日に廃止された。
- 改編部隊：第10対戦車隊の一部等
- 創設　　：2004年（平成16年）3月29日
- 編成地　：守山駐屯地

- 部隊長　：3等陸佐
- 隊旗　　：赤の中隊旗（甲）
- 部隊表示：35普-対戦
- 編成　　：
- 主要装備：79式対舟艇対戦車誘導弾
- 上級部隊：第35普通科連隊
- 廃止　　：2014年（平成26年）3月26日
- 廃止地　：守山駐屯地
- 後継部隊：なし
- 備考　　：

第49普通科連隊対戦車中隊（だいよんじゅうきゅうふつうかれんたいたいせんしゃちゅうたい）は、陸上自衛隊豊川駐屯地に駐屯していた第49普通科連隊隷下の普通科（対戦車）部隊で2014年（平成26年）3月26日に廃止された。
- 改編部隊：第10対戦車隊の一部等
- 創設　　：2004年（平成16年）3月29日
- 編成地　：豊川駐屯地
- 部隊長　：3等陸佐
- 隊旗　　：赤の中隊旗（甲）
- 部隊表示：49普-対戦

- 編成　　：
- 主要装備：79式対舟艇対戦車誘導弾
- 上級部隊：第49普通科連隊
- 廃止　　：2014年（平成26年）3月26日
- 廃止地　：豊川駐屯地
- 後継部隊：なし
- 備考　　：

### 第1空挺団対戦車隊（廃止）
第1空挺団対戦車隊（だいいちくうていだんたいせんしゃたい）は、陸上自衛隊習志野駐屯地に駐屯していた第1空挺団隷下の普通科（対戦車）部隊で2004年（平成16年）3月28日に廃止された。
- 改編部隊：第1空挺団無反動砲隊
- 創設　　：1968年（昭和43年）8月1日
- 編成地　：習志野駐屯地
- 部隊長　：3等陸佐
- 隊旗　　：白の中隊旗（甲）
- 部隊表示：空挺団-対戦
- 主要装備：

1. 64式対戦車誘導弾
2. 79式対舟艇対戦車誘導弾

- 廃止　　：2004年（平成16年）3月28日
- 廃止地　：習志野駐屯地

### 水陸機動連隊隷下の対戦車中隊
第1水陸機動連隊対戦車中隊（だいイチすいりくきどうだんたいせんしゃちゅうたい）は、陸上自衛隊相浦駐屯地（長崎県佐世保市）に駐屯する第1水陸機動連隊隷下の普通科（対戦車）部隊である。
- 創設　　：2018年（平成30年）3月27日
- 編成地　：相浦駐屯地
- 部隊長　：3等陸佐
- 隊旗　　：赤の中隊旗（甲）
- 部隊表示：1水機-対戦

- 編成　　：
- 主要装備：中距離多目的誘導弾
- 上級部隊：第1水陸機動連隊
- 備考　　：

第2水陸機動連隊対戦車中隊（だい二すいりくきどうだんたいせんしゃちゅうたい）は、陸上自衛隊相浦駐屯地（長崎県佐世保市）に駐屯する第2水陸機動連隊隷下の普通科（対戦車）部隊である。
- 創設　　：2018年（平成30年）3月27日
- 編成地　：相浦駐屯地
- 部隊長　：3等陸佐
- 隊旗　　：赤の中隊旗（甲）
- 部隊表示：2水機-対戦

- 編成　　：
- 主要装備：中距離多目的誘導弾
- 上級部隊：第2水陸機動連隊
- 備考　　：

第3水陸機動連隊対戦車中隊（だいサンすいりくきどうだんたいせんしゃちゅうたい）は、陸上自衛隊竹松駐屯地（長崎県大村市）に駐屯する第3水陸機動連隊隷下の普通科（対戦車）部隊である。
- 創設　　：2024年（令和6年）3月21日
- 編成地　：相浦駐屯地
- 部隊長　：3等陸佐
- 隊旗　　：赤の中隊旗（甲）
- 部隊表示：3水機-対戦

- 編成　　：
- 主要装備：中距離多目的誘導弾
- 上級部隊：第3水陸機動連隊
- 備考　　：

### 第2混成団本部中隊対戦車隊（廃止）
第2混成団本部中隊対戦車隊（だい二こんせいだんほんぶちゅうたいたいせんしゃたい）は、陸上自衛隊善通寺駐屯地に駐屯していた第2混成団本部中隊隷下の普通科（対戦車）部隊で2006年（平成18年）3月26日に廃止された。
対戦車隊長は1等陸尉職であり、本部中隊の副中隊長を兼務していた。当時混成団唯一の普通科連隊の第15普通科連隊は64式対戦車誘導弾を装備し、本部中隊対戦車隊は主に第1対戦車小隊が79式対舟艇対戦車誘導弾、第2対戦車小隊が87式対戦車誘導弾を装備運用していた。
- 創設　　：1981年（昭和56年）3月25日（小隊編成）
- 編成地　：善通寺駐屯地
- 部隊表示：2混団-本
- 編成　　：
  - 対戦車隊本部
  - 第1対戦車小隊：79式対舟艇対戦車誘導弾
  - 第2対戦車小隊：87式対戦車誘導弾
- 主要装備：79式対舟艇対戦車誘導弾、87式対戦車誘導弾
- 上級部隊：第2混成団本部中隊
- 廃止　　：2006年（平成18年）3月26日
- 廃止地　：善通寺駐屯地
- 後継部隊：第15普通科連隊、第50普通科連隊の各普通科中隊対戦車小隊の一部へ。
- 備考　　：第14旅団編成に伴い廃止。隷下の普通科連隊普通科中隊の対戦車小隊に87式対戦車誘導弾、要員を分散配置。79式対舟艇対戦車誘導弾は用途廃止。

### 普通科教導連隊対戦車中隊（廃止）
普通科教導連隊対戦車中隊（ふつうかきょうどうれんたいたいせんしゃちゅうたい）は、陸上自衛隊滝ヶ原駐屯地に駐屯していた普通科教導連隊隷下の普通科教導（対戦車）部隊で2018年（平成30年）3月26日に廃止された。
- 創設　　：1994年（平成6年）3月28日
- 編成地　：滝ヶ原駐屯地
- 部隊表示：普教-対戦
- 主要装備：79式対舟艇対戦車誘導弾、96式多目的誘導弾システム
- 上級部隊：普通科教導連隊
- 廃止　　：2018年（平成30年）3月26日
- 廃止地　：滝ヶ原駐屯地
- 後継部隊：
- 備考　　：79式対舟艇対戦車誘導弾および96式多目的誘導弾システムは全国に配置換え。

## 歴代の装備火器
- M20 75mm無反動砲
- M40 106mm無反動砲
- 60式自走106mm無反動砲
- 64式対戦車誘導弾
- 87式対戦車誘導弾
- 79式対舟艇対戦車誘導弾
- 96式多目的誘導弾システム
- 中距離多目的誘導弾